# Mon Chéri
Pour les articles homonymes, voir Chéri.
Mon Chéri est une marque italienne de confiserie fabriquée par le groupe Ferrero depuis 1956.

## Historique
Mon Chéri est apparu pour la première fois en Italie en 1956. Il est ensuite produit et commercialisé en France (dans l'usine de Villers-Écalles) et en Grande-Bretagne à partir de 1960, et commercialisé en Allemagne dès 1961.
La production en France est arrêtée en 1978 .

## Production
La production de Mon Chéri provient de l'usine Ferrero de Stadtallendorf, en Allemagne.
Le chocolat Mon Chéri est composé d'un enrobage de chocolat noir, fourré avec une cerise confite et de la liqueur de cerise qui provient de Fundão, au Portugal.
Le Mon Chéri est emballé individuellement dans un papier isotherme en aluminium rose, lui-même disposé dans un emballage transparent, initialement orné d'un nœud de ruban bleu, ensuite d'une cerise.
Au début des années 1980, il existait aussi des versions aux amandes ou amandes amères, et une variante aux noisettes - sans alcool - destinée au marché américain[réf. nécessaire].
Le bonbon est composé de 13 % de liqueur et sa teneur en alcool est de 8 ml/100 g.